# NGC 977
NGC 977 est une galaxie spirale intermédiaire située dans la constellation de la Baleine. NGC 977 a été découverte par l'astronome germano-britannique William Herschel en 1785.

## Caractéristiques
Sa vitesse par rapport au fond diffus cosmologique est de 4 356 ± 19 km/s, ce qui correspond à une distance de Hubble de 64,3 ± 4,5 Mpc (∼210 millions d'al).
À ce jour, six mesures non basées sur le décalage vers le rouge (redshift) donnent une distance de 66,533 ± 13,187 Mpc (∼217 millions d'al), ce qui est à l'intérieur des valeurs de la distance de Hubble.
La classe de luminosité de NGC 977 est I et elle présente une large raie HI.
En raison d'une brillance de surface égale à 14,76 mag/am2, on peut qualifier NGC 977 de galaxie à faible brillance de surface (LSB en anglais pour low surface brightness). Les galaxies LSB sont des galaxies diffuses (D) avec une brillance de surface inférieure de moins d'une magnitude à celle du ciel nocturne ambiant.

## Supernova
La supernova SN 1976J a été découverte dans NGC 977 le 15 décembre 1976 par l'astronome italien Leonida Rosino. Le type de cette supernova n'a pas été déterminé.

## Groupe de NGC 945
NGC 977 fait partie d'un groupe de galaxies d'au moins 7 membres, le groupe de NGC 945. Outre NGC 977 et NGC 945, les autres du groupe sont NGC 948, NGC 950, MCG -2-7-20, MCG -2-7-32 et MCG -2-7-33.